# 棣华围
24°05′14″N 115°44′49″E / 24.08722°N 115.74694°E
棣华围位于中国广东省兴宁市刁坊镇周兴村，俗称“刁萃丰”，是一座客家围龙屋，2009年被列为兴宁市文物保护单位，2010年被列为广东省文物保护单位。
棣华围建于民国三年（1914年），坐西南朝东北，为三堂四横一枕杠四角围龙屋，面阔99.4米，进深77.3米，占地面积6183.6平方米。全屋共有16厅、21天井274间。原屋主商号名为“刁萃丰”，故棣华围也被俗称为“刁萃丰”。